# Francisco Comesaña
Francisco Comesaña, né le 6 octobre 2000 à Mar del Plata, est un joueur de tennis argentin, professionnel depuis 2017.

## Carrière
Francisco Comesaña enregistre ses premier résultats au niveau Challenger en 2022 en remportant deux épreuves mineures en Argentine. Il enchaîne toutefois avec une série de 10 défaites consécutives. En 2023, il s'impose à Vicence et Liberec.
Il dispute ses premiers tournois ATP en 2024, notamment à Rio où il se qualifie. Une victoire sur le Challenger de Oeiras lui permet de faire son entrée dans le top 100. Il crée ensuite une grande surprise au tournoi de Wimbledon lorsqu'il écarte le n°6 mondial Andrey Rublev, remportant à cette occasion son premier match dans un tournoi du circuit principal,. Il sera éliminé au 3e tour par Lorenzo Musetti. Lors de l'US Open, il atteint également le 3e tour grâce à une victoire sur Ugo Humbert. De retour en Amérique du Sud, il gagne deux tournois à Buenos Aires et Sao Pãolo.
En février 2025, il parvient en demi-finale du tournoi de Rio, renversant notamment le numéro deux mondial et récent finaliste de l'Open d'Australie Alexander Zverev (3-6, 6-3, 6-4), sa première victoire contre un Top 10 sur ocre. Il livre également d'autres batailles en trois manches contre le local invité Gustavo Heide (7-6, 6-7, 6-3) ainsi que le Chilien Nicolás Jarry, finaliste à Rome l'année passée (7-6, 6-7, 7-6). Il manque néanmoins l'occasion de jouer sa première finale en carrière en s'inclinant contre le Français Alexandre Müller (5-7, 7-6, 3-6) au terme d'un nouveau match accroché.

## Parcours dans les tournois duGrand Chelem

### En simple
| Année | Open d'Australie | Open d'Australie | Internationaux de France | Internationaux de France | Wimbledon       | Wimbledon       | US Open        | US Open      |
| ----- | ---------------- | ---------------- | ------------------------ | ------------------------ | --------------- | --------------- | -------------- | ------------ |
| 2024  | —                | —                | —                        | —                        | 3e tour (1/16)  | Lorenzo Musetti | 3e tour (1/16) | Taylor Fritz |
| 2025  | 1er tour (1/64)  | Daniel Altmaier  | 1er tour (1/64)          | Pablo Carreño Busta      | 1er tour (1/64) | Corentin Moutet |                |              |

N.B. : à droite du résultat se trouve le nom de l'ultime adversaire.

## Parcours dans lesMasters 1000
| Année | Indian Wells | Miami            | Monte-Carlo | Madrid               | Rome            | Canada               | Cincinnati              | Shanghai | Paris |
| ----- | ------------ | ---------------- | ----------- | -------------------- | --------------- | -------------------- | ----------------------- | -------- | ----- |
| 2025  | —            | 1er tour F. Cinà | —           | 3e tour F. Cerúndolo | 2e tour H. Rune | 2e tour A. de Minaur | 1/8 de finale A. Rublev |          |       |

N.B. : sous le résultat se trouve le nom de l’ultime adversaire.

## Victoires sur le top 10
Toutes ses victoires sur des joueurs classés dans le top 10 de l'ATP lors de la rencontre.
| Légende      |
| Grand Chelem |
| Masters 1000 |
| ATP 500      |
| ATP 250      |

| # | F.C.   | Tournoi        | Année | Surface      | Adversaire       | Rang | Tour | Score               |
| - | ------ | -------------- | ----- | ------------ | ---------------- | ---- | ---- | ------------------- |
| 1 | no 122 | Wimbledon      | 2024  | Gazon        | Andrey Rublev    | no 6 | 1/64 | 6-4, 5-7, 6-2, 7-65 |
| 2 | no 86  | Rio de Janeiro | 2025  | Terre battue | Alexander Zverev | no 2 | 1/4  | 4-6, 6-3, 6-4       |

## Classements ATP en fin de saison
| Année          | 2017 | 2018 | 2019 | 2020 | 2021 | 2022 | 2023 | 2024 |
| Rang en simple | 1701 | 1150 | 836  | 734  | 481  | 252  | 124  | 85   |
| Rang en double | –    | 1164 | 831  | 548  | 545  | 313  | 566  | –    |

Source : (en) Classements de Francisco Comesaña sur le site officiel de la Fédération internationale de tennis